# Atmel AT91

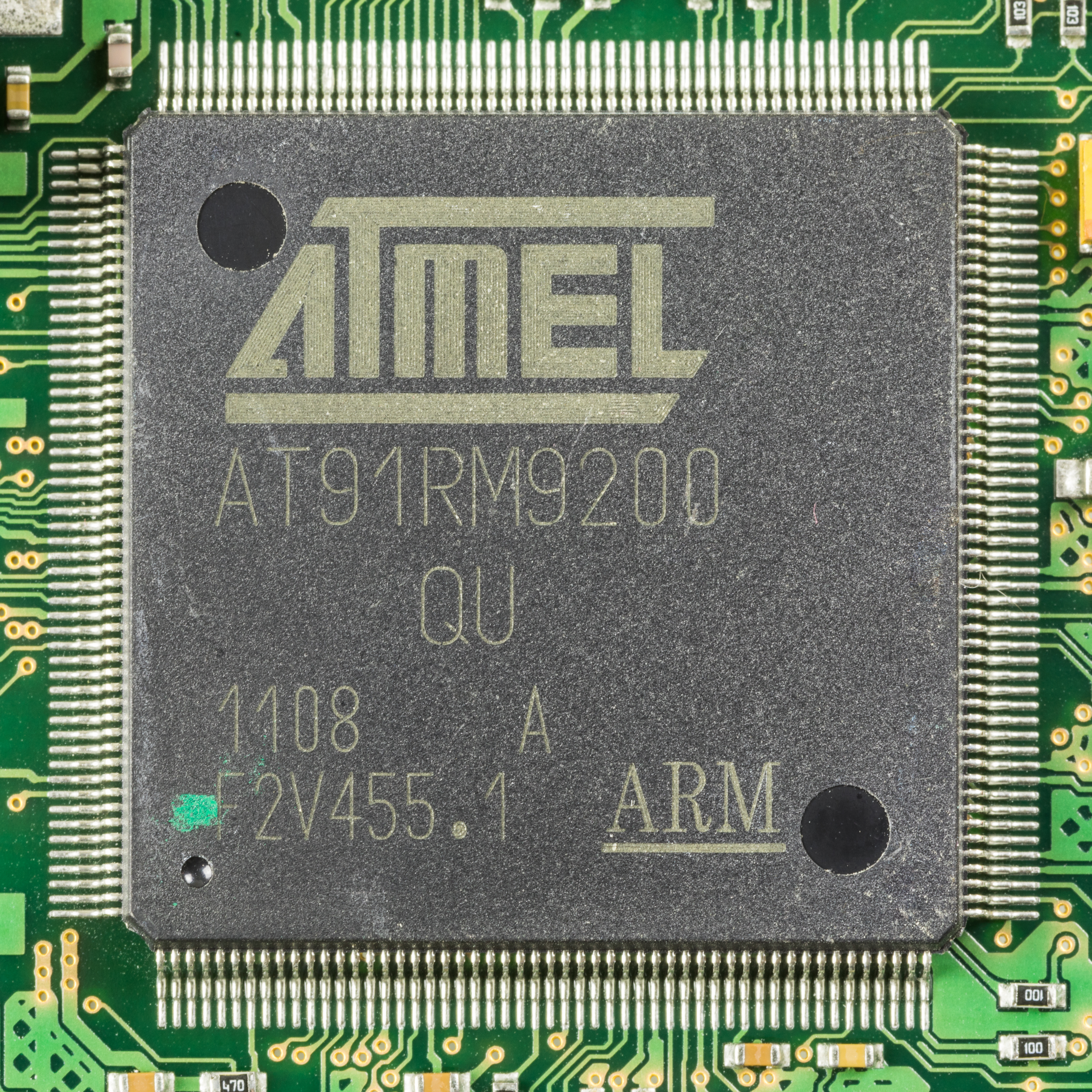
Atmel AT91RM9200

Mikrokontrolery Atmela rodziny AT91 – mikrokontrolery oparte na jednostce centralnej ARM. Na bazie tej jednostki różni producenci produkują kontrolery jednoukładowe, tzw. SoC, zgodne pod względem instrukcji, choć o różnej budowie układów peryferyjnych.